# Euphlyctis ehrenbergii
Euphlyctis ehrenbergii é uma espécie de anfíbio da família Ranidae.
Pode ser encontrada nos seguintes países: Arábia Saudita e Iémen.
Os seus habitats naturais são: rios, rios intermitentes, pântanos, marismas de água doce, marismas intermitentes de água doce, nascentes de água doce e terras irrigadas.